# Tokio Hotel
Tokio Hotel (МФА: [ˈtoːkio hoˈtɛl]) — німецький рок-гурт з Магдебурга, заснований в 2001 році вокалістом Біллом Кауліцом, гітаристом Томом Кауліцом, барабанщиком Густавом Шефером і бас-гітаристом Георгом Лістінгом.
Квартет спромігся випустити чотири першокласних сингли й два такі ж альбоми в себе на батьківщині, продавши там близько 5 мільйонів CD та DVD.
Після запису так і не випущеного демо-CD під назвою «Devilish» та розірвання контракту із Sony BMG, вони випустили свій перший німецькомовний альбом Schrei вже як гурт Tokio Hotel на Island Records в 2005 році. Schrei продався накладом в більш ніж 500 тис. копій і сформував четвірку з п'яти найкращих синглів у Німеччині та Австрії. У 2007 році гурт випустив свій другий німецькомовний альбом Zimmer 483 і свій перший англомовний альбом Scream, продажі яких разом становили більш ніж 1 млн копій у всьому світі, що допомогло групі виграти свою першу нагороду на MTV Europe Music Award у номінації Best InterAct. Перший альбом, Zimmer 483, створив трійку найкращих синглів з 5-и в Німеччині, в той час як останній альбом, Scream, сформував два сингли, які увійшли до найкращої 20-и в такий країнах, як Португалія, Іспанія та Італія. У вересні 2008 року гурт уперше переміг на MTV Video Music Awards у номінації Best New Artist. Вони також здобули головну нагороду на MTV Europe Music Awards 2008 у Ліверпулі 6 листопада 2008 року.

## Історія

### Заснування
Tokio Hotel було створено вокалістом Біллом Кауліцом та гітаристом Томом Кауліцом (вони — брати-близнюки), барабанщиком Густавом Шефером і басистом Георгом Лістінгом. Четвірка зустрілася в 2001 році після live-виступу у магдебурзькому клубі, де Лістінг та Шефер, котрі знали один одного ще з музичної школи, були глядачами у клубі, в той час як Білл і Том Кауліци грали на сцені. Новостворений гурт під сценічною назвою «Devilish» невдовзі почав грати в талант-шоу та маленьких концертах. Після участі Білла Кауліца в дитячому Star Search в 2003 році його у віці 13 (він програв у чвертьфіналі) помітив музичний продюсер Пітер Хоффман. «Devilish» змінили назву на Tokio Hotel: «Tokio», німецька назва столиці Японії Токіо — через свою любов до цього міста, і «Hotel», через свої постійні тури та проживання у готелях. Скоро після того, як Sony BMG підписали з ним контракт, Хоффман найняв Давида Йоста і Пата Бензера у команду розробників та авторів, і наказав їм повчити підлітків писати тексти пісень та грати на інструментах; більшість пісень з першого альбому були написані Хофманном, Йостом та Бензером (включаючи сингли «Scream» і «Rescue me», котрі були повністю ними написані), тільки сингл «Unendlichkeit» був повністю написаний хлопцями з Tokio Hotel. Однак, незадовго до релізу їхнього першого альбому, Sony розірвав контракт. У 2005 році, Universal Music Group підписав з Tokio Hotel угоду та розробив маркетинговий план. Гурт тепер став однією з найбільших німецьких сенсацій.

### Schrei

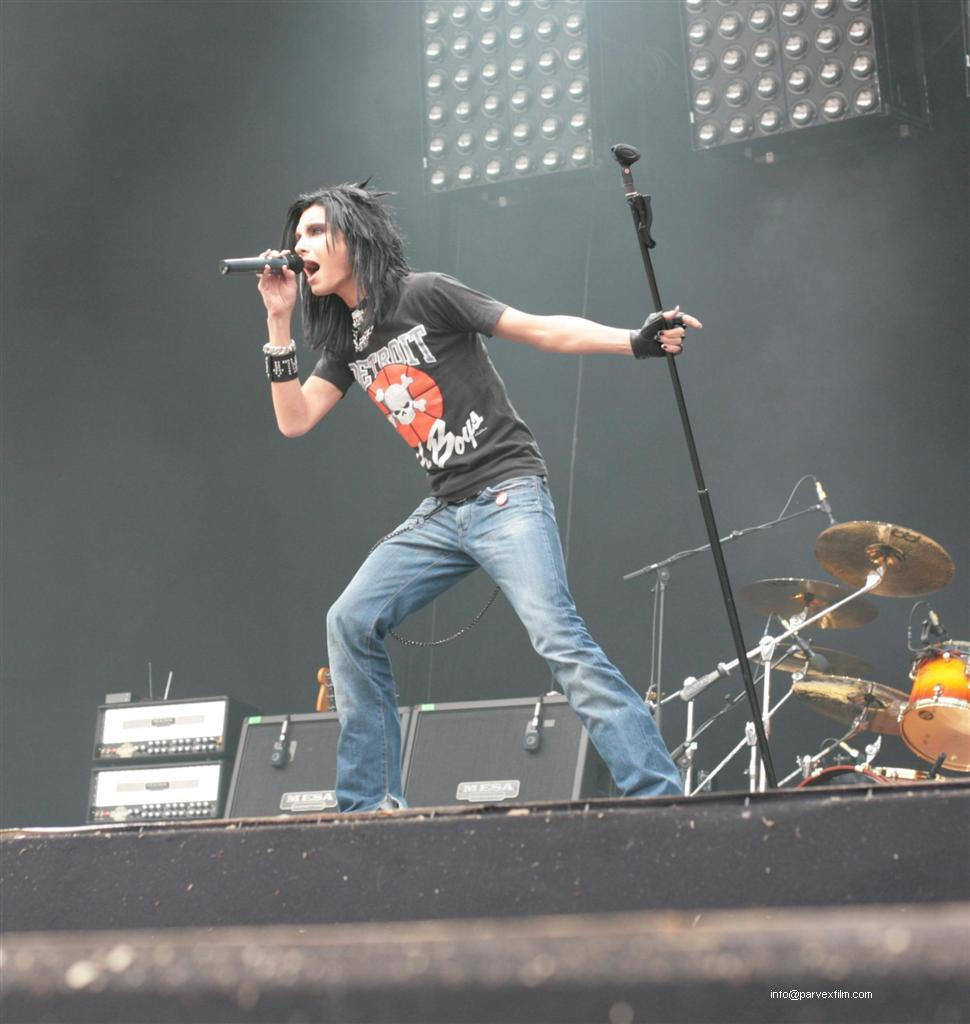
Білл Кауліц на виступі у Гессіш-Ліхтенау, Німеччина, 2006 рік.

Їхній перший сингл, «Durch den Monsun» («Через мусон»), швидко піднявся у чартах, з'явившися у офіційному німецькому сингловому чарті Media Control на #15 позиції (20 серпня 2005 року) і невдовзі досяг позиції #1 через 6 днів, 26 серпня 2005 року; сингл, зокрема, досяг #1 місця на австрійському сингл чарті. Другий сингл гурту, «Schrei» («Кричи»), піднявся на #5 позицію в німецьких чартах. Обидві ці пісні були написані Біллом Кауліцом разом з групою їхніх продюсерів Пітером Хоффманом, Давидом Йостом, Патом Бензером і Дейв Ротом. Їхній дебютний альбом Schrei було випущено 19 вересня 2005 року; його пізніше Міжнародна федерація виробництва фонограм (англ. International Federation of the Phonographic Industry, IFPI) в Німеччині нагородила платиновим диском за продаж більш ніж 200,000 копій. У 2006 році були випущені третій та четвертий сингли — «Rette mich» («Врятуй мене») і «Der letzte Tag» («Останній день»); обидва з таким же успіхом зайняли позицію #1. До синглу «Der letzte Tag» було включено додаткову пісню, яка не увійшла до нього, з назвою «Wir schließen uns ein» («Ми замикаємося у собі»), яка до того ж супроводжувалася музичним відеокліпом.

### Zimmer 483
Перший сингл з другого альбому гурту Zimmer 483, називався «Übers Ende der Welt» (На край світу); (пізніше було створено англійську версію пісні під назвою «Ready, Set, Go!»), було випущено 26 січня 2007 року. Сингл швидко зайняв #1 позицію. Zimmer 483 було випущено в Німеччині 23 лютого 2007 року, поряд з падарунковим виданням альбому, в якому був DVD. Другий сингл альбому, «Spring nicht» («Не стрибай») було випущено у світ 7 квітня. Початок туру (The Zimmer 483 Tour), який присвячувався випуску нового альбому, було заплановано на березень 2007 року, проте було відкладено на 2 тижні через те, що в учасників гурту були суперечки щодо вигляду сцени, на якій вони мали б виступати. Третій сингл, «An deiner Seite (Ich bin da)» («Біля тебе (Я тут)»), було випущено 16 листопада. Сингл вміщував додаткову пісню «1000 Meere» («1000 морів»), для якої також було створено музичний відеокліп.

### Scream
В той час як німецькі альбому гурту ніколи офіційно не випускалися поза німецькомовними країнами, перший англомовний альбом Tokio Hotel, Scream було випущено 4 червня 2007 по всій Європі. В самій Німеччині, альбом було випущено під назвою Room 483 для того, щоби підкреслити його нерозривність з німецькомовним альбомом Zimmer 483. Альбом Scream містив англомовні версії обраних пісень з їхніх німецькомовних альбомів Schrei та Zimmer 483. «Monsoon», англомовна версія пісні «Durch den Monsun», була першим синглом цього нового альбому. «Ready, Set, Go!» (переклад «Übers ende der Welt») було випущено як другий сингл альбому і «Don't Jump» (аналог пісні «Spring nicht») — третій сингл. Відео для «Scream» (англомовна версія хіту гурту в 2005 році «Schrei»), було також записане та випущене для iTunes Store на початку березня 2008 року.
Tokio Hotel дали свій перший концерт у Великій Британії 19 червня 2007 року. «Ready, Set, Go!» у Сполученому Королівстві було випущено 27 серпня 2007 як перший сингл гурту . Пісня зайняла #77 позицію в UK Singles Chart.
1 листопада 2007 року Tokio Hotel перемоглили на MTV Europe Music Awards у номінації (Best InterAct) і були також представлені у номінації (Best Band). Там вони виконали пісню «Monsoon».
В кінці 2007 року Tokio Hotel випустили свій перший сингл в США з нехитрою назвою «Tokio Hotel». До синглу були включені треки «Scream» і «Ready, Set, Go!». Цей сингл був доступний тільки в магазинах Hot Topic. Другий американський сингл гурту, «Scream America» було випущено 11 грудня 2007 року. Сингл містив у собі трек «Scream» і ремікс «Ready, Set, Go!» у виконанні Джейдом Пуджетом з гурту AFI . У лютому 2008, гурт давав концерти у Північній Америці, починаючи в Канаді та закінчуючи турне в Нью-Йорку. Після появи та виступу наживо на MuchMusic (під час туру по Канаді), «Ready, Set, Go!» увійшов до MuchOnDemand Daily 10 — переліку відео, обраних глядачами. Відеокліп цієї пісні залишався там трохи більше тижня, поки 8 серпня не зайняв 1-у позицію у чарті MOD Daily 10. «Scream» в Канаді було випущено 25 березня, а в США — 6 травня.

### Турне «1000 Hotels»
Європейське турне «1000 Hotels» стартувало 3 березня 2008 року в Брюсселі, мало було проходити через Нідерланди, Люксембург, Францію, Іспанію, Португалію, Італію та Скандинавію і планувалося закінчитися 9 квітня; однак, під час концерту в Марселі (Франція) 14 березня, у Білла виникли проблеми з вокалом. Він дозволяв аудиторії підспівувати частіше, аніж це було зазвичай, і замість запланованих 21 пісні, він зіграв лише 16. Білл німецькою попросив вибачення за свій поганий спів і пояснив, що він був хворий. Два дні потому, група виключила Лісабон зі списку концертів європейського турне за декілька хвилин до того, як він мав початися. Решта туру «1000 Hotels» та заплановане північноамериканське турне були скасовані згідно із заявою менеджера гурту в газеті Bild, в якій ішлося, що Білл Кауліц повинен перенести операцію по видаленню кісти на голосових зв'язках .
Білл Кауліц надто перенапружив свій голос після того, як зіграв 43 концерти поспіль без відпочинку під час туру 1000 Hotels. 30 березня йому мали зробити операцію на гортані для того аби видалити кісту, яка утворилася на його голосових зв'язках. Кіста була результатом інфекції гортані, яку вчасно не доглянули. Згідно з приписами його хірурга, Біллу не можна було розмовляти протягом 12 діб та потрібно було пройти 4-х тижневий курс реабілітації зв'язок. Якби Білл продовжував співати і решту турне, його голос зрештою на довго залишився би пошкодженим. У травні 2008 Tokio Hotel знову почали свої виступи, і після цього вони вступили в 2у частину їхнього європейського турне 1000 Hotels, даючи багато концертів просто неба. Тур фінішував 13 липня у Верхтері, Бельгія.

### Тури в США таHumanoid
Tokio Hotel почали другий тур по Північній Америці у серпні 2008 року. Музичне відео для пісні «Ready Set Go!» було номіноване в категорії Best Pop Video на 2008 MTV Video Music Awards,, де вони отримали нагороду за першість у номінації Best New Artist. Вони знову повернулися до Північної Америки у жовтні 2008 року для концертного місячного турне та для підписання угод із магазинами з продажу аудіопродукції. У грудні 2008 було випущено DVD із залаштунковими записами Tokio Hotel TV — Caught on Camera. Він містить знятий відеоматеріал з Tokio Hotel TV та закулісні історії-пригоди попереднього року з диску «History — The very best of Tokio Hotel TV!». В подарунковому виданні присутній ще й другий диск з назвою «Future — The road to the new Album!», який містить відеоматеріали групи, зняті під час різних турне та створення третього студійного альбому.
В перерві між американськими турне, гурт повернувся до студії звукозапису в Гамбурзі для запису їхнього третього студійного альбому, Humanoid, котрий, як заявляє продюсер Давид Йост, готується до офіційного релізу 2 жовтня 2009 року. І це, незважаючи на попередні заяви про можливу дату виходу в березні/квітні 2009 або в травні/червні 2009 року. Альбом буде записано в 2-х версіях — англійською та німецькою мовами, і обидві версії вийдуть у світ одночасно. 21 липня 2009 року, Nokia.de оголосила, що вони підписали угоду з Tokio Hotel. Вони стануть рекламним обличчям компанії Nokia і плакати з їхнім обличчям рекламуватимуть марку в концертному турне Tokio Hotel Німеччиною. 22 липня було розкрито, що міні-концерт складатиметься з 6-и пісень — 5 знаних хітів та одного повністю нового синглу. Концерт буде проведено 27 серпня в Кельні, (Німеччина), а квитки будуть розіграні через конкурс.
17го червня 2009 року, 2 короткі версії двох новеньких англомовних пісень просочилися до Інтернету — «Dark Side of the Sun» (0:19) та «Pain of Love» (0:25). Було підтверджено, що ці нові пісні будуть представлені у другому англомовному альбомі Tokio Hotel. Цього ж таки дня, після вищезазначеного підтвердження, будь-яке відео на YouTube, котре містить ці два демо-треки, видаляється у зв'язку із обмеженням авторських прав.
10 серпня, на MTV News повідомили, що перший сингл з нового альбому буде називатися «Automatisch» (німецькою) та «Automatic» (англійською), і вийде обидвома мовами одразу. 20 серпня, MTV Buzzworthy випустила трейлер до «Automatic», а Cherrytree Records оголосила, що офіційна дата релізу англомовної версії пісні у США — 22 вересня.

## Учасники
- Білл Кауліц (вокал, з 2001)
- Том Кауліц (електроакустична гітара, з 2001)
- Георг Лістінг (бас-гітара, з 2001)
- Густав Шефер (ударні, з 2001)

### Білл Кауліц
Білл Кауліц народився 1 вересня 1989 року у місті Лейпциг, НДР. Він народився на 10 хвилин пізніше від свого брата-близнюка Тома від кравчині Сімони Кауліц та Йорга Кауліца. Їхні батьки розійшлися, коли хлопчикам було по 7 років, а згодом їхня мати вдруге вийшла заміж за Гордона Трюмпера, гітариста з німецького рок-гурту Fatun. Вітчим надихнув Білла та Тома, щоб ті почали свою музичну кар'єру, а невдовзі вони таки почали писати пісенну лірику. Білл одного разу сказав, що на нього в музичному плані найбільше вплинула німецька поп-артистка Nena. Він озвучував роль Артура в німецькомовній версії фільму Артур і Мініпути.
Німецький сайт dw-world.com висловив думку, що його андрогінність, юний вік та яскрава зачіска набули в очах багатьох дівчат-підлітків іконічного статусу.
У серпні 2008 року Білла Кауліца було обрано як найпривабливішого співака на сцені читачами іспанського журналу ¡Hola!.
Білла було увічнено у воску в музеї мадам Тюссо у Берліні. Його воскову фігуру було урочисто відкрито 30 вересня 2008 року. 19-річний Білл — наймолодша особа, яку коли-небудь було здубліковано для цього музею.
У грудні 2008 року Білла було названо «Man of the Year #6» у MTV News.

### Том Кауліц
Том Кауліц народився 1 вересня 1989 року у Лейпцизі на 10 хвилин раніше за свого брата-близнюка Білла. Його стиль — мішкуватий хіп-хопівський одяг, дреди (пізніше — афрокосички) та капелюхи від New Era; з усіх членів гурту тільки він має такий стиль. Із вересня 2007 року Том почав використовувати гітари Gibson. Том заявив, що його музичні уподобання сформували гурти Aerosmith та німецький хіп-хоп, зокрема Семі Делюкс.

### Георг Лістінг
Георг Лістінг з'явився на світ 31 березня 1987 року. Його рідне місто — Галле. Коли йому виповнилося 13, то він почав грати на бас-гітарі, а із вересня 2007 року використовує бас-гітари Sandberg. Якось він сказав, щого на його музичний стиль сильно вплинули Флі із гурту Red Hot Chili Peppers, та інші групи, такі як Die Ärzte та Oasis.

### Густав Шефер
Густав Шефер народився 8 вересня 1988 року в Магдебурзі та має старшу сестру. Ще з 5-и років Густав грає на барабанах. Його музичні смаки та стиль сформували Metallica, Джо Кокер та Род Стюарт.

## Дискографія

### Студійні альбоми
- 2005 — Schrei, Universal
- 2006 — Schrei — so laut du kannst, Universal
- 2007 — Zimmer 483, Universal
- 2007 — Scream / Room 483, Universal
- 2009 — Humanoid, Universal Music Group/CherryTree Records/Interscope Records.
- 2014 — Kings Of Suburbia, Island/Polydor/De-Code LTD
- 2017 — Dream Machine, Starwatch/Believe Digital/Devilish

Сингли
- 2005 — «Durch den Monsun» (Schrei);
- 2005 — «Schrei» (Schrei);
- 2006 — «Rette mich» (Schrei);
- 2006 — «Der letzte Tag» (Schrei);
- 2007 — «Übers Ende der Welt» (Zimmer 483);
- 2007 — «Spring nicht» (Zimmer 483);
- 2007 — «Monsoon» (Scream);
- 2007 — «An Deiner Seite (Ich Bin Da)» (Zimmer 483);
- 2007 — «Scream» (Scream);
- 2008 — «Don't Jump» (Scream);
- 2008 — «Ready, Set, Go!» (Scream);
- 2009 — «Automatisch» (Humanoid);
- 2009 — «Automatic» (Humanoid);
- 2009 — «Lass uns Laufen» (Humanoid);
- 2012 — «If I die tomorrow» ft. Far East Movement

### DVD
- 2005 — «Leb die Sekunde — Behind The Scenes»
- 2006 — «Schrei Live»
- 2007 — «Zimmer 483 — Live in Europe»
- 2008 — «Tokio Hotel TV — Caught On The Camera»

## Нагороди
2005
| Категорія             | Нагорода        | Дата         |
| --------------------- | --------------- | ------------ |
| Best Newcomer         | Comet Awards    | 6 жовтня     |
| Super Comet           | Comet Awards    | 6 жовтня     |
| Best Newcomer         | Eins Live Krone | 24 листопада |
| Best Pop National Act | Bambi Awards    | 1 грудня     |
| Best Single           | Golden Penguin  | …2005        |
| Best Pop              | Golden Penguin  | …2005        |
| Rock Band 2005        | Golden Penguin  | …2005        |

2006
| Категорія                           | Нагорода                            | Дата         |
| ----------------------------------- | ----------------------------------- | ------------ |
| Album of the year                   | Golden Penguin                      | 8 лютого     |
| Band of the year                    | Golden Penguin                      | 8 лютого     |
| Song of the year — ‘Der Letzte Tag’ | Golden Penguin                      | 8 лютого     |
| Ausverkaufte Tourhalle              | Sold-out-Award of Königpilsen Arena | 11 березня   |
| Best Newcomer                       | Премія ЕХО                          | 12 березня   |
| Best Newcomer                       | Steiger Awards                      | 25 березня   |
| Best Selling German Artist          | World Music Awards                  | 15 листопада |
| Best Pop National Act               | Bambi Awards                        | 30 листопада |

2007
| Категорія                              | Нагорода                  | Дата        |
| -------------------------------------- | ------------------------- | ----------- |
| European Border Breakers Award         | NRJ Awards                | 21 січня    |
| Best Video National                    | ECHO Awards               | 25 березня  |
| Best Video                             | Comet Awards              | 3 травня    |
| Best Band                              | Comet Awards              | 3 травня    |
| Supercomet                             | Comet Awards              | 3 травня    |
| Most Successful Popgroup International | Goldene Stimmgabel Awards | 3 жовтня    |
| Best Album                             | TMF Awards                | 14 жовтня   |
| Best Video                             | TMF Awards                | 14 жовтня   |
| Best New Artist                        | TMF Awards                | 14 жовтня   |
| Best Pop                               | TMF Awards                | 14 жовтня   |
| Best International Act                 | MTV EMA Music Awards      | 1 листопада |

2008
| Категорія                                    | Нагорода                 | Дата        |
| -------------------------------------------- | ------------------------ | ----------- |
| Best International Band                      | NRJ Music Awards         | 26 січня    |
| Best Music Video                             | Echo Awards              | 15 лютого   |
| Best Band                                    | Comet Awards             | 23 травня   |
| Best video                                   | Comet Awards             | 23 травня   |
| Best Live Act                                | Comet Awards             | 23 травень  |
| Super Comet                                  | Comet Awards             | 23 травень  |
| Best New Artist                              | MTV VMA Music Awards     | 7 вересня   |
| Best Male Artist International (Білл Кауліц) | TMF Awards               | 11 жовтня   |
| Best Video International                     | TMF Awards               | 11 жовтня   |
| Song of the Year                             | MTV Latin America Awards | 16 жовтня   |
| Best Fanclub-Venezuela                       | MTV Latin America Awards | 16 жовтня   |
| Best New Artist-International                | MTV Latin America Awards | 16 жовтня   |
| Best Ringtone                                | MTV Latin America Awards | 16 жовтня   |
| Headliner                                    | MTV EMA Music Awards     | 6 листопада |

2009
| Категорія        | Нагорода                      | Дата        |
| ---------------- | ----------------------------- | ----------- |
| Best Online Star | Comet Awards                  | 29 травня   |
| Best Group       | MTV Europe Music Awards (EMA) | 5 листопада |

2013
| Категорія       | Нагорода                | Дата         |
| --------------- | ----------------------- | ------------ |
| Найкращі фанати | MTV Europe Music Awards | 10 листопада |